# Deus separando a terra das águas
Deus Separando a Terra das Águas é um afresco (155x270 cm) de Michelangelo Buonarroti, datado de cerca de 1511-1512 e que faz parte da decoração da abóbada da Capela Sistina, nos Museus do Vaticano em Roma, encomendado pelo Papa Júlio II.

## História
Na pintura da abóbada, Michelangelo procedeu desde os vãos próximos à porta de entrada, aquela utilizada nas entradas solenes da capela do pontífice e sua comitiva, até o vão acima do altar. Os afrescos foram pintados em duas metades, divididas na altura da barreira em sua posição original, mais ou menos acima da A Criação de Eva. Isto foi necessário porque o andaime cobria apenas metade da capela e precisava ser desmontado e remontado do outro lado entre uma fase e outra. A Separação da Terra das Águas faz, portanto, parte do segundo bloco, pintado de outubro de 1511 a outubro de 1512. As figuras foram transferidas do papelão por meio de gravação direta, para obter uma certa velocidade de execução que também se encontra nas lunetas próximas.